# Miss Piauí 2017
Miss Piauí 2017 foi a 59ª edição do tradicional concurso de beleza feminina de Miss Piauí, válido para a disputa de Miss Brasil 2017, único caminho para o Miss Universo.  Sob nova gestão  - após a saída do coordenador Nelito Marques -  o certame contou com a participação de catorze (14) aspirantes municipais em busca da coroa que pertencia à florianense Lara Lobo.  Marcado para para o dia 15 de Julho no "Shopping Rio Poty", o certame foi comandado pelos apresentadores André Vasco e Lígia Mendes com posterior transmissão pela Band Piauí.  O concurso foi reformulado, recebeu um investimento alto por parte da Band Piauí e contou com a presença da Miss Brasil 2016, Raissa Santana passando a faixa para a campeã. 

## Resultados

### Colocações
| Posição    | Município e Candidata                                                                        |
| Vencedora  | - Teresina - Monalysa Alcântara                                                              |
| 2º. Lugar  | - Parnaíba - Jéssica Carvalho                                                                |
| 3º. Lugar  | - Esperantina - Érika Machado                                                                |
| Finalistas | - Água Branca - Ana Beatriz Sousa - Barras - Ully Layanne Dias - Teresina - Emanuelly Amorim |

### Prêmio Especial
O concurso distribuiu os seguintes prêmios este ano:
| Prêmio              | Candidata                        |
| Miss Simpatia       | - Teresina - Maria Cecília Sousa |
| Miss Voto Popular 1 | - Barras - Ully Layanne Dias     |

1. Eleita pelos internautas através do aplicativo do evento.

## Candidatas

### Oficiais
Disputaram o título este ano: 
| - Água Branca - Ana Beatriz Sousa Costa - Barras - Ully Layanne Dias Sousa - Campo Maior - Any Heres Naira Pimentel Cruz - Esperantina - Érika Machado Santos - Oeiras - Bruna Victória de Sousa Sá - Parnaíba - Jéssica Souza de Carvalho - São José do Divino - Maria Beatriz Sampaio | - São Pedro - Dianayra Laine Silva dos Santos - Teresina - Ana Lara de Melo Sousa - Teresina - Emanuelly Amorim de Sousa - Teresina - Maria Cecília Almeida de Sousa - Teresina - Maria Clara Alves Araújo - Teresina - Maria Lara Gaze Gonçalves Torres - Teresina - Monalysa Maria Alcântara Nascimento |

### Seletiva
Participaram da seletiva do dia 8 de Junho: 
| - Aline Maiane Silva dos Santos - Aline Raquel Machado da Silva - Ana Beatriz Sátiro de Araújo Rodrigues - Ana Carolina Sousa Barbosa - Ana Paula Sousa Araújo - Anaíra Kaliene Silva Teles Bacelar - Andréia Ferreira da Costa - Brenda Marcela Sampaio - Clíssya Maria da Silva Amorim - Francisca Ranyelle Costa Messias - Héryka Campêlo Nobre - Isabel Estefany do Nascimento Alves - Kélvia Karine Soares Quirino | - Laila Laís Furtado Nogueira - Laisla Sampaio - Loysa Vasconcelos e Silva - Maria Bianca Ribeiro Pereira - Michelly Karoliny de Sousa Bezerra - Raiane Santos - Rebecca Araújo Rodrigues - Rhafaella Santos de Moura - Roberta Carla Miranda da Silva Duarte - Sâmia Arícia Brito Vernieri de Alencar - Thalielma Laurindo - Thayla Cecília Oliveira de Carvalho - Viviane Rodrigues de Araújo |

## Histórico

### Desistências
- Luís Correia - Ivânia Veras [10]

- São José do Divino - Wanessa Mayara [11]

## Ligações Externas
- Site do Miss Piauí

- Site do Miss Brasil

- Site do Miss Universo (em inglês)